# Olivier Romain
Olivier Pierre Gilbert Romain (Versailles, 15 marzo 1988) è un cestista francese.

## Palmarès
- Match des Champions: 1

Digione: 2006
- NM1: 1

Saint-Quentin: 2011-12